# War Child (Jethro Tull)
| Recensione       | Giudizio |
| ---------------- | -------- |
| AllMusic         |          |
| Progarchives     |          |
| George Starostin | [ 2 ]    |

War Child è il settimo album in studio dei Jethro Tull, realizzato nel 1974.

## Brani
(da "Warchild")
Tutti i brani di War Child sono scritti da Ian Anderson. Rispetto ai lavori precedenti dei Jethro Tull, War Child mostra un chiaro allontanamento dai canoni del rock progressivo (e del rock in generale), a favore di una più forte commistione con la musica folk e musica popolare; si notano in particolare la rilevanza acquisita dallo strumento della fisarmonica e i riferimenti alla musica da ballo.
Tre brani dell'album (Skating away on the thin ice of the new day; Bungle in the jungle e Only solitaire), provengono dalle composizioni che avevano preceduto A Passion Play ma che furono poi scartate. Il singolo fu Skating away on the thin ice of the new day, riproposto spesso dal vivo nei concerti del gruppo (una sua versione unplugged si trova nell'album dal vivo Bursting Out). Two Fingers è invece la riedizione di un brano dal titolo Lick Your Fingers Clean, scartato da Aqualung (e poi ricomparso nella raccolta 20 Years of Jethro Tull).

## Storia
Fu ristampato nel 2002 con 7 bonus track.
Il 24 novembre del 2014 venne pubblicata la 40th Anniversary Theatre Edition dell'album. War Child venne riproposto in un box set con 2 CD, 2 DVD e, separatamente, il vinile o il CD singolo, contenenti tutti i brani remixati da Steven Wilson e brani extra del 1973/1974, nonché 10 brani orchestrali (di cui 9 inediti) composti per la colonna sonora del potenziale film, mai realizzato, tratto dal disco.

## Tracce
Tutte le canzoni sono state scritte da Ian Anderson
1. WarChild - 4:35
2. Queen and Country - 3:00
3. Ladies - 3:17
4. Back-Door Angels - 5:30
5. Sealion - 3:37
6. Skating Away on the Thin Ice of the New Day - 4:09
7. Bungle In The Jungle - 3:35
8. Only Solitare - 1:28
9. The Third Hoorah - 4:49
10. Two Fingers - 5:11
La ristampa rimasterizzata del 2002 include anche:
11. Warchild Waltz - 4:21
12. Quartet - 2:44
13. Paradise Steakhouse - 4:03
14. Sealion 2 (Anderson - Hammond)- 3:20
15. Rainbow Blues - 3:40
16. Glory Row - 3:35
17. Saturation - 4:21

### Disco 1
1. WarChild (Steven Wilson Stereo Mix) - 4:35
2. Queen and Country (Steven Wilson Stereo Mix) - 3:00
3. Ladies (Steven Wilson Stereo Mix) - 3:17
4. Back-Door Angels (Steven Wilson Stereo Mix) - 5:30
5. Sealion (Steven Wilson Stereo Mix) - 3:37
6. Skating Away on the Thin Ice of the New Day (Steven Wilson Stereo Mix) - 4:09
7. Bungle In The Jungle (Steven Wilson Stereo Mix) - 3:35
8. Only Solitare (Steven Wilson Stereo Mix) - 1:28
9. The Third Hoorah (Steven Wilson Stereo Mix) - 4:49
10. Two Fingers (Steven Wilson Stereo Mix) - 5:11

### Disco 2
1. Paradise Steakhouse (Steven Wilson Stereo Mix)
2. Saturation (Steven Wilson Stereo Mix)
3. Good Godmother (Steven Wilson Stereo Mix)
4. SeaLion II (Steven Wilson Stereo Mix)
5. Quartet (Steven Wilson Stereo Mix)
6. WarChild II (Steven Wilson Stereo Mix)
7. Tomorrow Was Today (Steven Wilson Stereo Mix)
8. Glory Row (Steven Wilson Stereo Mix)
9. March, The Mad Scientist (Steven Wilson Stereo Mix)
10. Rainbow Blues (Steven Wilson Stereo Mix)
11. Pan Dance (Steven Wilson Stereo Mix)
12. The Orchestral WarChild Theme
13. The Third Hoorah (Orchestral Version)
14. Mime Sequence
15. Field Dance (Conway Hall Version)
16. Waltz Of The Angels (Conway Hall Version)
17. The Beach (Part I) (Morgan Master Recording)
18. The Beach (Part II) (Morgan Master Recording)
19. Waltz Of The Angels (Morgan Demo Recording)
20. The Beach (Morgan Demo Recording)
21. Field Dance (Morgan Demo Recording)

### DVD 1
1. War Child (5.1 Dts) - (Dolby Digital Surround Sound) - (96/24 Pcm Stereo) - (Original Master) - (Quadrophonic version 4.0)
2. The Third Hoorah promo footage
3. Video clips of a Montreux photosession and press conference on 11th January 1974 where the WarChild project was announced

### DVD 2
1. War Child - The Second Act: An additional eleven group recordings from the WarChild sessions and later, including 3 previously unreleased tracks, and 4 orchestral recordings from the WarChild sessions mixed to 5.1 DTS and AC3 Dolby Digital surround sound and 96/24 PCM stereo. Six additional orchestral recordings (five previously unreleased) mixed by Robin Black in 1974, now in 96/24 PCM stereo

## Formazione
- Ian Anderson – voce, flauto traverso, sassofono, chitarra folk
- Martin Barre – chitarra elettrica, chitarra classica
- John Evan – organo, pianoforte, sintetizzatore
- Jeffrey Hammond – basso, contrabbasso
- Barriemore Barlow – batteria
- David Palmer – arrangiamenti orchestrali, direttore d'orchestra

## Classifiche
| Classifica (1974) | Posizione massima |
| ----------------- | ----------------- |
| Australia         | 9                 |
| Francia           | 15                |
| Germania          | 27                |
| Italia            | 7                 |
| Norvegia          | 8                 |
| Regno Unito       | 14                |
| Stati Uniti       | 2                 |